# ريال مدريد موسم 1999–2000
كان موسم 1999–2000 هو الموسم التاسع والستين لنادي ريال مدريد في الدوري الإسباني. تسرد هذه المقالة جميع المباريات التي لعبها النادي في موسم 1999–2000، كما تعرض أيضًا إحصائيات لاعبي النادي.

## اللاعبين

### تشكيلة الفريق
ملاحظة: تشير الأعلام إلى المنتخب الوطني على النحو المحدد في قواعد الأهلية للفيفا. قد يحمل اللاعبون أكثر من جنسية واحدة غير تابعة للفيفا.
| الرقم | البلد     | المركز | اللاعب                           |
| ----- | --------- | ------ | -------------------------------- |
| 1     | ألمانيا   | حارس   | بودو إليغنر                      |
| 2     | إسبانيا   | مدافع  | ميشيل سالغادو                    |
| 3     | البرازيل  | مدافع  | روبرتو كارلوس                    |
| 4     | إسبانيا   | مدافع  | فرناندو هييرو (نائب القائد)      |
| 5     | إسبانيا   | مدافع  | مانويل سانشيز هونتيويلو ()       |
| 6     | الأرجنتين | وسط    | فيرناندو ريدوندو (القائد الثالث) |
| 7     | إسبانيا   | مهاجم  | راؤول                            |
| 8     | إنجلترا   | وسط    | ستيف ماكمانامان                  |
| 9     | إسبانيا   | مهاجم  | فرناندو مورينتس                  |
| 10    | هولندا    | وسط    | كلارنس سيدورف                    |
| 11    | البرازيل  | وسط    | سافيو                            |
| 12    | إسبانيا   | مدافع  | إيفان كامبو                      |
| 13    | الأرجنتين | حارس   | ألبانو بيزاري                    |
| 14    | إسبانيا   | وسط    | غوتي                             |

| الرقم | البلد                        | المركز | اللاعب               |
| ----- | ---------------------------- | ------ | -------------------- |
| 15    | إسبانيا                      | مدافع  | إيفان هيليغيرا       |
| 16    | الكاميرون                    | مهاجم  | صامويل إيتو          |
| 17    | إسبانيا                      | مدافع  | خافيير دورادو بيلسا  |
| 18    | إسبانيا                      | مدافع  | إيتور كارانكا        |
| 19    | فرنسا                        | مهاجم  | نيكولا أنيلكا        |
| 20    | البوسنة والهرسك              | مهاجم  | إلفير باليتش         |
| 21    | الكاميرون                    | وسط    | جيريمي نجيتاب        |
| 22    | فرنسا                        | وسط    | كريستيان كاريمبو     |
| 23    | البرازيل                     | مدافع  | جوليو سيزار          |
| 24    | إسبانيا                      | وسط    | ألفارو بينيتو إراولا |
| 25    | جمهورية يوغوسلافيا الاتحادية | مهاجم  | بيريكا أوغنينوفيتش   |
| 27    | إسبانيا                      | حارس   | إيكر كاسياس          |
| 31    | إسبانيا                      | مهاجم  | ميكا                 |
| 36    | الأرجنتين                    | مهاجم  | رولاند زاريت         |

## الملخص
أقيل جون توشاك من تدريب ريال مدريد في نوفمبر 1999 نتيجة لسوء نتائج الفريق في الدوري بعد الهزيمة 3-2 أمام رايو فاليكانو والتي تركت الفريق في المركز الثامن، وأعيد تعيين فيسنتي ديل بوسكي الذي تولى تدريب النادي في عامي 1994 و1996 كمدرب مؤقت فقط.
وشهد هذا الموسم بداية عهد ديل بوسكي في الفوز بالألقاب في النادي، بعد أن تولى المسؤولية خلفاً لتوشاك في وقت مبكر من الموسم. كما كان الفريق مختلفًا إلى حد كبير عن التشكيلة السابقة، مع وصول ستيف ماكمانامان (ليفربول) ونيكولاس أنيلكا (أرسنال) من الدوري الإنجليزي الممتاز على التوالي، بالإضافة إلى المواهب المحلية ميشيل سالغادو، وإيفان هيليغيرا، لدعم المواهب الشابة الصاعدة راؤول، وإيكر كاسياس، وفرناندو مورينتس، وغوتي، بالإضافة إلى المخضرمين مثل فرناندو هييرو وروبرتو كارلوس.
اعتبارًا من عام 2024، كان هذا هو الموسم الأخير الذي أنهى فيه ريال مدريد الموسم خارج المراكز الأربعة الأولى في الدوري الإسباني حتى الآن.